# Кабинет Гордона Брауна
Кабинет Гордона Брауна (англ. Gordon Brown ministry) — 93-е (с момента образования в 1707 году Королевства Великобритания) правительство Великобритании, действовало с 28 июня 2007 года по 11 мая 2010 года под председательством Гордона Брауна.

## Формирование
27 июня 2007 года премьер-министр Тони Блэр ушёл в отставку, и на смену ему пришёл Гордон Браун, который в тот же день произвёл кардинальные перестановки в однопартийном лейбористском правительстве: из 24 министров прежнее кресло сохранил только министр обороны Дес Браун. Занимавший в кабинете предшественника должность канцлера Казначейства, Гордон Браун, по мнению обозревателей, усилил свои позиции продвижением сторонников на более влиятельные должности, за некоторыми исключениями. В частности, место министра внутренних дел неожиданно получила преданная последовательница Блэра Джеки Смит, ставшая первой в истории Великобритании женщиной на этом посту. Лидер Палаты лордов в кабинете Блэра баронесса Эймос вышла из состава правительства, а лидер Консервативной партии Дэвид Кэмерон, поздравив Брауна с назначением, призвал его немедленно провести новые парламентские выборы, заявив: «Гордон Браун не имеет мандата доверия, он не был избран на должность премьер-министра, и он должен обратиться к стране».
28 июня 2007 года было сформировано правительство.

## Первый этап перестановок в кабинете
24 января 2008 года министр труда и пенсий Питер Хэйн вышел из правительства, а на его место был перемещён с должности министра культуры Джеймс Пёрнелл, что повлекло за собой серию других перестановок в кабинете. Второй портфель Хэйна, министра по делам Уэльса, получил новичок — Пол Мёрфи. Ещё одним новым лицом правительства стала Кэролайн Флинт. Она заменила переведённую на должность старшего секретаря Казначейства Иветт Купер в её прежнем кресле министра жилищного строительства и планирования, а Энди Бёрнэм обменял портфель старшего секретаря Казначейства на должность министра культуры. Главный партийный организатор Палаты лордов и капитан Почётного корпуса лейб-гвардейцев барон Грокотт также оставил кабинет, и его должность заняла баронесса Роялл Блэйсдонская.

## Второй этап перестановок в кабинете
3 октября 2008 года Гордон Браун произвёл новую серию назначений в правительстве, самым обсуждаемым из которых стало назначение министром предпринимательства еврокомиссара по торговле Питера Мандельсона, ранее дважды уходившего из правительства Тони Блэра. Джон Хаттон, уступивший своё кресло Мандельсону, получил должность министра обороны вместо Деса Брауна, который вышел из кабинета. Второй портфель Брауна — министра по делам Шотландии, получил «новобранец» правительства Джим Мёрфи.
Лидер Палаты лордов Кэтрин Эштон заменила Мандельсона в Еврокомиссии, баронесса Роялл заняла её место в правительстве, главным парламентским организатором в Палате общин вместо Джеффа Хуна стал Ник Браун, а сам Хун заменил Рут Келли, решившую уйти из политики, в кресле министра транспорта. Кроме того, в правительстве был создан новый пост — министра энергетики и борьбы с изменением климата, который занял Эд Милибэнд, уступивший кресло герцога Ланкастерского и министра Кабинета Лиаму Бирну.
Макналти, Тони стал министром занятости, бывший министр обороны Пол Дрейсон — министром науки и инноваций, Маргарет Бекетт стала государственным министром жилищного строительства и планирования, а Кэролайн Флинт перешла из этого ведомства на пост министра по делам Европы. Все они могут участвовать в заседаниях Кабинета по мере необходимости, а не на постоянной основе.

## Третий этап перестановок в кабинете
5 июня 2009 года министр обороны Джон Хаттон и министр труда и пенсий Джеймс Пёрнелл вышли из правительства, при этом первый из них заявил о сохранении лояльности Гордону Брауну и Лейбористской партии, а второй призвал лейбористов к единению ввиду приближающихся выборов. Кроме того, оставила правительство министр по делам ЕвропыКэролайн Флинт, обвинившая Гордона Брауна в том, что он использует её как «женский образ в оформлении витрины» (female window dressing), министр местного самоуправления Хейзел Блирс, говорившая о «печальном провале» правительства и высмеивавшая Гордона Брауна за использование YouTube, министр внутренних дел Джеки Смит, которую обвинили во включении в свои парламентские расходы стоимости двух порно-видеозаписей, министр транспорта Джефф Хун оставил правительство после обвинений в нарушениях при заявлении своих парламентских расходов, и государственный министр жилищного строительства Маргарет Бекетт, по мнению прессы — в связи с отказом в продвижении её по карьерной лестнице. Алан Джонсон переместился с должности министра здравоохранения в кресло министра внутренних дел, Энди Бёрнэм занял его прежнее место, а Питер Хэйн вернулся в правительство на свою прежнюю должность министра по делам Уэльса, министр инноваций и университетов Джон Денэм стал министром местного самоуправления, старший секретарь Казначейства Иветт Купер стала министром труда и пенсий, Эндрю Адонис — министром транспорта, а Боб Эйнсворт — министром обороны.
Кроме того, Бен Брэдшоу стал министром культуры, СМИ и спорта, Лиам Бирн — старшим секретарём Казначейства. Лидер Палаты лордов баронесса Роялл Блэйсдонская получила дополнительную должность канцлера герцогства Ланкастерского, а министр Олимпийских игр и руководитель Счётной палаты Тесса Джоуелл добавила к этим должностям место министра Кабинета. Джон Хили стал государственным министром жилищного строительства и планирования, Джим Найт — государственным министром занятости и социальной реформы, Доун Примароло — государственным министром по делам детей, Рози Уинтертон — государственным министром регионального экономического развития и координации. Министерство инноваций, университетов и профессионального образования объединено с Министерством предпринимательства и реформы регулирования в Министерство предпринимательства, инноваций и ремесел Великобритании, которое возглавил Питер Мандельсон, а государственным министром стал Пэт Макфадден.
9 июня 2009 года Садик Хан стал государственным министром транспорта.

## Список
| Должность                                                                                  | Имя                          | Примечания                                                                                          |
| ------------------------------------------------------------------------------------------ | ---------------------------- | --------------------------------------------------------------------------------------------------- |
| Премьер-министр, первый лорд казначейства, министр гражданской службы                      | Гордон Браун                 | |
| Канцлер казначейства                                                                       | Алистер Дарлинг              | |
| Министр иностранных дел                                                                    | Дэвид Милибэнд               | |
| Министр юстиции; лорд-канцлер                                                              | Джек Стро                    | |
| Министр внутренних дел                                                                     | Джеки Смит                   | До 5 июня 2009 года.                                                                                |
| Министр внутренних дел                                                                     | Алан Джонсон                 | С 5 июня 2009 года.                                                                                 |
| Министр обороны                                                                            | Дес Браун                    | До 3 октября 2008 года.                                                                             |
| Министр обороны                                                                            | Джон Хаттон                  | С 3 октября 2008 по 5 июня 2009 года.                                                               |
| Министр обороны                                                                            | Боб Эйнсворт                 | С 5 июня 2009 года.                                                                                 |
| Министр по делам Шотландии                                                                 | Дес Браун                    | До 3 октября 2008 года.                                                                             |
| Министр по делам Шотландии                                                                 | Джим Мёрфи                   | С 3 октября 2008 года.                                                                              |
| Министр здравоохранения                                                                    | Алан Джонсон                 | До 5 июня 2009 года.                                                                                |
| Министр здравоохранения                                                                    | Энди Бёрнэм                  | С 5 июня 2009 года.                                                                                 |
| Министр по делам окружающей среды, продовольствия и сельского хозяйства                    | Хилари Бенн                  | |
| Министр международного развития                                                            | Дуглас Александер            | |
| Министр по делам предпринимательства и реформы регулирования                               | Джон Хаттон                  | До 3 октября 2008 года.                                                                             |
| Министр по делам предпринимательства и реформы регулирования                               | Питер Мандельсон             | С 3 октября 2008 по 5 июня 2009 года (Министерство реорганизовано).                                 |
| Министр предпринимательства, инноваций и профессионального образования                     | Питер Мандельсон             | С 5 июня 2009 года.                                                                                 |
| Лидер Палаты общин, Лорд-хранитель Малой печати, министр по делам женщин и равноправия     | Гарриет Гарман               | |
| Министр труда и пенсий                                                                     | Питер Хэйн                   | До 24 января 2008 года.                                                                             |
| Министр труда и пенсий                                                                     | Джеймс Пёрнелл               | С 24 января 2008 по 5 июня 2009 года.                                                               |
| Министр труда и пенсий                                                                     | Иветт Купер                  | С 5 июня 2009 года.                                                                                 |
| министр по делам Уэльса                                                                    | Питер Хэйн                   | До 24 января 2008 года.                                                                             |
| министр по делам Уэльса                                                                    | Пол Мёрфи                    | С 24 января 2008 по 5 июня 2009 года.                                                               |
| министр по делам Уэльса                                                                    | Питер Хэйн                   | С 5 июня 2009 года.                                                                                 |
| Министр транспорта                                                                         | Рут Келли                    | До 3 октября 2008 года.                                                                             |
| Министр транспорта                                                                         | Джефф Хун                    | С 3 октября 2008 года по 5 июня 2009 года.                                                          |
| Министр транспорта                                                                         | Эндрю Адонис                 | С 5 июня 2009 года.                                                                                 |
| Министр местного самоуправления                                                            | Хейзел Блирс                 | До 5 июня 2009 года.                                                                                |
| Министр местного самоуправления                                                            | Джон Денэм                   | С 5 июня 2009 года.                                                                                 |
| Министр по делам детей, школ и семей                                                       | Эд Боллз                     | |
| Канцлер герцогства Ланкастерского                                                          | Эд Милибэнд                  | До 3 октября 2008 года.                                                                             |
| Канцлер герцогства Ланкастерского                                                          | Лиам Бирн                    | С 3 октября 2008 по 5 июня 2009 года.                                                               |
| Канцлер герцогства Ланкастерского                                                          | баронесса Роялл Блэйсдонская | С 5 июня 2009 года.                                                                                 |
| Министр Кабинета                                                                           | Эд Милибэнд                  | До 3 октября 2008 года.                                                                             |
| Министр Кабинета                                                                           | Лиам Бирн                    | С 3 октября 2008 по 5 июня 2009 года.                                                               |
| Министр Кабинета                                                                           | Тесса Джоуелл                | С 5 июня 2009 года.                                                                                 |
| Министр энергетики и борьбы с изменением климата                                           | Эд Милибэнд                  | С 3 октября 2008 года.                                                                              |
| Министр по делам культуры, СМИ и спорта                                                    | Джеймс Пёрнелл               | До 24 января 2008 года.                                                                             |
| Министр по делам культуры, СМИ и спорта                                                    | Энди Бёрнэм                  | С 24 января 2008 по 5 июня 2009 года.                                                               |
| Министр по делам культуры, СМИ и спорта                                                    | Бен Брэдшоу                  | С 5 июня 2009 года.                                                                                 |
| Министр по делам Северной Ирландии                                                         | Шон Вудворд                  | |
| Лидер Палаты лордов, лорд-председатель Совета                                              | Кэтрин Эштон                 | До 3 октября 2008 года.                                                                             |
| Лидер Палаты лордов, лорд-председатель Совета                                              | баронесса Роялл Блэйсдонская | С 3 октября 2008 года.                                                                              |
| Старший секретарь Казначейства                                                             | Энди Бёрнэм                  | До 24 января 2008 года.                                                                             |
| Старший секретарь Казначейства                                                             | Иветт Купер                  | С 24 января 2008 по 5 июня 2009 года.                                                               |
| Старший секретарь Казначейства                                                             | Лиам Бирн                    | С 5 июня 2009 года.                                                                                 |
| Министр инноваций, университетов и профессионального образования                           | Джон Денэм                   | До 5 июня 2009 года (Министерство влито в новое Министерство предпринимательства и инноваций).      |
| Главный парламентский организатор Палаты общин, парламентский секретарь Казначейства       | Джефф Хун                    | До 3 октября 2008 года.                                                                             |
| Главный парламентский организатор Палаты общин, парламентский секретарь Казначейства       | Ник Браун                    | С 3 октября 2008 года.                                                                              |
| Также имеют право участвовать в заседаниях Кабинета                                        |                              | |
| Главный парламентский организатор Палаты лордов, капитан Почётного корпуса лейб-гвардейцев | барон Грокотт                | До 24 января 2008 года.                                                                             |
| Главный парламентский организатор Палаты лордов, капитан Почётного корпуса лейб-гвардейцев | баронесса Роялл Блэйсдонская | С 24 января 2008 года.                                                                              |
| Генеральный атторней Англии и Уэльса                                                       | Патрисия Скотланд            | С 3 октября 2008 года участвует в заседаниях Кабинета только при обсуждении вопросов её ведения.    |
| Государственный министр по делам Африки, Азии и Объединённых наций                         | Марк Маллок Браун            | |
| Государственный министр жилищного строительства и планирования                             | Иветт Купер                  | До 24 января 2008 года.                                                                             |
| Государственный министр жилищного строительства и планирования                             | Кэролайн Флинт               | С 24 января по 3 октября 2008 года.                                                                 |
| Государственный министр жилищного строительства и планирования                             | Маргарет Бекетт              | С 3 октября 2008 по 5 июня 2009 года.                                                               |
| Государственный министр жилищного строительства и планирования                             | Джон Хили                    | С 5 июня 2009 года.                                                                                 |
| Министр по делам Европы                                                                    | Кэролайн Флинт               | С 3 октября 2008 по 5 июня 2009 года (должность исключена из списка участников заседаний Кабинета). |
| Министр Олимпийских игр, руководитель Счётной палаты                                       | Тесса Джоуелл                | |
| Государственный министр занятости и реформы социального обеспечения                        | Макналти, Тони               | С 3 октября 2008 года.                                                                              |
| Государственный министр науки и инноваций                                                  | Пол Дрейсон                  | С 3 октября 2008 года.                                                                              |
| Государственный министр предпринимательства, инноваций и профессионального образования     | Пэт Макфадден                | С 5 июня 2009 года.                                                                                 |
| Имеют право участвовать в заседаниях Кабинета при обсуждении подведомственных вопросов     |                              | |
| Генеральный атторней Англии и Уэльса                                                       | Патрисия Скотланд            | До 3 октября 2008 года участвовала в заседаниях Кабинета в случае необходимости.                    |
| Государственный министр по делам детей, молодёжи и семей                                   | Беверли Хьюз                 | 5 июня 2009 года должность исключена из списка участников заседаний Кабинета.                       |
| Государственный министр занятости и социальной реформы                                     | Джим Найт                    | С 5 июня 2009 года.                                                                                 |
| Государственный министр по делам детей                                                     | Доун Примароло               | С 5 июня 2009 года.                                                                                 |
| Государственный министр регионального экономического развития и координации                | Рози Уинтертон               | С 5 июня 2009 года.                                                                                 |
| Государственный министр транспорта                                                         | Садик Хан                    | С 9 июня 2009 года.                                                                                 |

## Окончание полномочий
6 мая 2010 года состоялись парламентские выборы, по итогам которых 11 мая 2010 года Дэвид Кэмерон сформировал коалиционное правительство Консервативной и Либерально-демократической партий.